# Mountainside
Mountainside ist eine Stadt im Union County, New Jersey, USA. Das U.S. Census Bureau ermittelte bei der Volkszählung 2020 eine Einwohnerzahl von 7020. Mountainside wurde im Jahr 1895 gegründet.

## Geographie
Die Stadt liegt an den geographischen Koordinaten 40° 41′ N, 74° 21′ W.
Nach den Angaben des United States Census Bureaus hat die Stadt eine Gesamtfläche von 10,5 km2, wovon 10,4 km2 Land und 0,1 km2 (0,74 %) Wasser ist.

## Demographie
Nach der Volkszählung von 2000 gibt es 6.602 Menschen, 2.434 Haushalte und 1.925 Familien in der Stadt. Die Bevölkerungsdichte beträgt 634,1 Einwohner pro km2. 95,09 % der Bevölkerung sind Weiße, 0,94 % Afroamerikaner, 0,09 % amerikanische Ureinwohner, 2,80 % Asiaten, 0,06 % pazifische Insulaner, 0,27 % anderer Herkunft und 0,74 % Mischlinge. 3,01 % sind Latinos unterschiedlicher Abstammung.
Von den 2.434 Haushalten haben 29,3 % Kinder unter 18 Jahre. 71,9 % davon sind verheiratete, zusammenlebende Paare, 5,3 % sind alleinerziehende Mütter, 20,9 % sind keine Familien, 17,9 % bestehen aus Singlehaushalten und in 11,9 % Menschen sind älter als 65. Die Durchschnittshaushaltsgröße beträgt 2,60, die Durchschnittsfamiliengröße 2,95.
21,1 % der Bevölkerung sind unter 18 Jahre alt, 3,8 % zwischen 18 und 24, 22,9 % zwischen 25 und 44, 27,3 % zwischen 45 und 64, 24,9 % älter als 65. Das Durchschnittsalter beträgt 46 Jahre. Das Verhältnis Frauen zu Männer beträgt 100:89,2, für Menschen älter als 18 Jahre beträgt das Verhältnis 100:87,1.
Das jährliche Durchschnittseinkommen der Haushalte beträgt 97.195 USD, das Durchschnittseinkommen der Familien 105.773 USD. Männer haben ein Durchschnittseinkommen von 78.595 USD, Frauen 52.667 USD. Der Prokopfeinkommen der Stadt beträgt 47.474 USD. 3,0 % der Bevölkerung und 2,0 % der Familien leben unterhalb der Armutsgrenze, davon sind 1,9 % Kinder oder Jugendliche jünger als 18 Jahre und 2,9 % der Menschen sind älter als 65.

## Söhne und Töchter der Stadt
- Laurie Collyer (* 1967), Filmregisseurin und Drehbuchautorin